# Ardolph Loges Kline
Ardolph Loges Kline (21 de febrero de 1858 - 13 de octubre de 1930) fue un oficial de la Guardia Nacional de Nueva York y político republicano que se convirtió en alcalde interino de Nueva York el 10 de septiembre de 1913 luego de la muerte del alcalde William Jay Gaynor, cargo que ocupó por el resto del año. Después fue representante de los Estados Unidos por Brooklyn (1921-1923).